# ロータル・マイヤー
ユリウス・ロータル・マイヤー（Julius Lothar Meyer、1830年8月19日 - 1895年4月11日) は、ドイツの化学者・医師。元素の周期表の作成をメンデレーエフとほぼ同時に行った。

## 人物
スイスのチューリッヒで薬学を学び、その後ドイツ語圏のいろいろな大学で研究し、最初は呼吸の生理学的研究を行い、1857年に血液中のヘモグロビンが酸素と結合することを発見した。
1864年、マイヤーは28の元素を原子価の値によって6つのグループに分けた初期の周期表を発表した。当時原子量の測定値は不正確であったので、原子量順に並べることは、まだ有効ではなかった。
1869年、メンデレーエフは当時知られていたすべての元素を修正された原子量の順にならべ、いくつかの未発見の元素も予測した周期表を発表した。数ヶ月後メンデレーエフとはまったく独立に、マイヤーは1864年の周期表を改良、拡張した周期表を発表した。マイヤーの原子量の順に図示された周期表は、メンデレーエフの周期表が化学者たちの信頼をえることを支援することになった。
1868年からカールスルーエ大学理工学部、1876年からテュービンゲン大学で化学の教授を務めた。